# Zekelita pallida
Zekelita pallida är en fjärilsart som beskrevs av Karl Schawerda 1929. Zekelita pallida ingår i släktet Zekelita och familjen nattflyn. Inga underarter finns listade i Catalogue of Life.